# Ben Lucas
Pour les articles homonymes, voir Lucas.

a Compétitions nationales et continentales officielles uniquement.

b Matchs officiels uniquement.
Dernière mise à jour le 27 juin 2025.
Ben Lucas, né le 30 décembre 1987 à Ipswich en Australie, est un joueur australien de rugby à XV évoluant principalement au poste de demi d'ouverture. Polyvalent, il peut aussi évoluer tous les autres postes de la ligne de trois-quarts.

## Biographie
Ben Lucas commence sa carrière dans son pays natal en 2007 en championnat local, le Australian Rugby Championship avec l'équipe des East Coast Aces avant de rejoindre  la franchise des Queensland Reds en Super Rugby. 
En octobre 2014, il rejoint le Montpellier Hérault Rugby en qualité de joker médical de l'ouvreur international François Trinh-Duc. Il joue son premier match sous les couleurs montpelliéraines à domicile face au CA Brive, le 7 novembre 2014, entrant à la 41e minute en remplacement d'Enzo Selponi (défaite du MHR 10-25).
Sa première titularisation, au poste d'ouvreur, intervient trois semaines plus tard lors du déplacement au Lyon OU, soldé là encore par une défaite 23-20. Toutefois, il doit attendre l'arrivée de Jake White afin de gagner du temps de jeu.
Le retour de François Trinh-Duc dans le XV de départ de Montpellier entraîne le replacement de Ben Lucas au poste d'arrière. En effet, il ne joue plus qu'à ce poste à partir du 28 mars 2015 (victoire à domicile bonifiée face au LOU 45-17), à l'exception de la dernière journée de championnat face à Clermont où il retrouve le n°10,.  
À l'issue de la saison 2014-2015, durant laquelle le MHR s'est classé huitième, Ben Lucas prolonge d'un an son contrat. Il est donc lié avec les Cistes jusqu'en 2016. À la fin de la saison 2015-2016, il quitte le Montpellier HR et s'engage en Top League avec le Toyota Verblitz.
En 2018, il fait son retour en Australie le temps d'une saison, retrouvant les Queensland Reds, où il doit compenser la suspension de Karmichael Hunt.
Ben Lucas retrouve ensuite le Top 14 en s'engageant lors de l'été 2018 avec le FC Grenoble pour un contrat de deux saisons. Peu utilisé lors de sa première saison, il est alors libéré de contrat de façon anticipée.
Il retourne jouer au Japon en 2019, rejoignant les Coca Cola Red Sparks. Après deux saisons, il s'engage avec les Skyactivs Hiroshima (en). Il quitte ce club au bout d'une unique saison.

## Palmarès
- Vainqueur du Super Rugby en 2011 avec les Queensland Reds